# Plagiothecium noricum
Plagiothecium noricum är en bladmossart som beskrevs av Molendo och Limpricht 1897. Plagiothecium noricum ingår i släktet sidenmossor, och familjen Plagiotheciaceae. Inga underarter finns listade i Catalogue of Life.